# Nanorana blanfordii
Nanorana blanfordii är en groddjursart som först beskrevs av George Albert Boulenger 1882.  Nanorana blanfordii ingår i släktet Nanorana och familjen Dicroglossidae. IUCN kategoriserar arten globalt som livskraftig. Inga underarter finns listade i Catalogue of Life.